# Mount Auburn Cemetery
Mount Auburn Cemetery är en begravningsplats i Middlesex County, Massachusetts, belägen mellan Cambridge och Watertown.
Begravningsplatsen öppnades 1831 som USA:s första landskapskyrkogård (rural cemetery) och blev startskottet för en rörelse för mer parkliknande kyrkogårdar utanför städerna. Den har givits statusen National Historic Landmark District av USA:s federala regering.

## Gravsatta
År 2003 beräknade man att 93 000 människor var begravda på Mount Auburn Cemetery. Där ingår många framstående personer ur Bostons elit.
Automatiskt genererad lista (förklaring)
| namn                        | dödsdatum  |
| --------------------------- | ---------- |
| Elizabeth Peck Perkins      | 1807       |
| Samuel Dexter               | 1816-05-04 |
| George Cabot                | 1823-04-18 |
| Garafilia Mohalbi           | 1830-03-17 |
| Jonathan Mason              | 1831-11-01 |
| Hannah Adams                | 1831-12-15 |
| Johann Kaspar Spurzheim     | 1832-11-10 |
| Timothy Fuller              | 1835-10-01 |
| Nathaniel Bowditch          | 1838-03-16 |
| William Ellery Channing     | 1842-10-02 |
| Charles Bulfinch            | 1844-04-15 |
| Joseph Story                | 1845-09-10 |
| Jeremiah Mason              | 1848-10-14 |
| Harrison Gray Otis          | 1848-10-28 |
| Samuel Armstrong            | 1850-03-26 |
| Horatio Greenough           | 1852-12-18 |
| William Hickling Prescott   | 1859-01-28 |
| William Cranch Bond         | 1859-01-29 |
| Rufus Choate                | 1859-07-13 |
| Edward Everett              | 1865-01-15 |
| Joseph Emerson Worcester    | 1865-10-27 |
| Elisha Huntington           | 1865-12-13 |
| Jared Sparks                | 1866-03-14 |
| John Pierpont               | 1866-08-27 |
| Augustus Addison Gould      | 1866-09-15 |
| Joseph A. Gilmore           | 1867-04-17 |
| Anson Burlingame            | 1870-02-23 |
| Louis Agassiz               | 1873-12-14 |
| Charles Sumner              | 1874-03-11 |
| Josiah Warren               | 1874-04-14 |
| Benjamin Robbins Curtis     | 1874-09-15 |
| Harriot Kezia Hunt          | 1875-01-02 |
| Samuel Gridley Howe         | 1876-01-09 |
| Charlotte Saunders Cushman  | 1876-02-18 |
| Emory Washburn              | 1877-03-18 |
| Edward Kent                 | 1877-05-19 |
| Charles Pickering           | 1878-03-17 |
| Charles Thomas Jackson      | 1880-08-28 |
| Peleg Sprague               | 1880-10-13 |
| Henry Wadsworth Longfellow  | 1882-03-24 |
| Edwin Percy Whipple         | 1886-06-16 |
| Dorothea Dix                | 1887-07-17 |
| Alvan Clark                 | 1887-08-19 |
| Asa Gray                    | 1888-01-30 |
| Felix Octavius Carr Darley  | 1888-03-27 |
| Charles Devens              | 1891-01-07 |
| James Russell Lowell        | 1891-08-12 |
| Sereno Watson               | 1892-03-09 |
| Eben Norton Horsford        | 1893-01-01 |
| Phillips Brooks             | 1893-01-23 |
| Edwin Booth                 | 1893-06-07 |
| Francis Parkman             | 1893-11-08 |
| Oliver Wendell Holmes       | 1894-10-07 |
| Robert Charles Winthrop     | 1894-11-16 |
| William Russell             | 1896-07-16 |
| Benjamin Apthorp Gould      | 1896-11-26 |
| Harriet Jacobs              | 1897-03-07 |
| Justin Winsor               | 1897-10-22 |
| Jules Marcou                | 1898-04-17 |
| Roger Wolcott               | 1900-12-21 |
| Joseph Henry Thayer         | 1901-11-26 |
| Theodore Thomas             | 1905-01-04 |
| Alpheus Spring Packard      | 1905-02-14 |
| Thomas Bailey Aldrich       | 1907-03-19 |
| Louise Chandler Moulton     | 1908-08-10 |
| Charles Eliot Norton        | 1908-10-21 |
| Winslow Homer               | 1910-09-29 |
| Julia Ward Howe             | 1910-10-17 |
| Mary Baker Eddy             | 1910-12-03 |
| Williamina Fleming          | 1911-05-21 |
| Abbott Lawrence Rotch       | 1912-04-07 |
| Caroline Healey Dall        | 1912-12-17 |
| Fannie Farmer               | 1915-01-15 |
| Frederic Ward Putnam        | 1915-08-14 |
| Josiah Royce                | 1916-09-14 |
| Richard Olney               | 1917-04-08 |
| John Brackett               | 1918-04-06 |
| Minot Judson Savage         | 1918-05-22 |
| Edward Charles Pickering    | 1919-02-03 |
| Robert Bacon                | 1919-05-29 |
| William Brewster            | 1919-07-11 |
| Eleanor H. Porter           | 1920-05-21 |
| Henry Marion Howe           | 1922-05-14 |
| Josephine St. Pierre Ruffin | 1924-03-13 |
| Isabella Stewart Gardner    | 1924-07-17 |
| Edward Lothrop Rand         | 1924-10-09 |
| Henry Cabot Lodge den äldre | 1924-11-09 |
| Amy Lowell                  | 1925-05-12 |
| Charles William Eliot       | 1926-08-22 |
| William Healey Dall         | 1927-03-27 |
| Theodore William Richards   | 1928-04-02 |
| Frank Austin Gooch          | 1929-08-12 |
| George Chadwick             | 1931-04-04 |
| Edward Robinson             | 1931-04-18 |
| Outram Bangs                | 1932-09-22 |
| Irving Babbitt              | 1933-07-15 |
| Francis Greenwood Peabody   | 1936-12-28 |
| Henry Kimball Hadley        | 1937-09-06 |
| Edwin Hall                  | 1938-11-20 |
| Grafton D. Cushing          | 1939-05-31 |
| Frank William Taussig       | 1940-11-11 |
| Lawrence Joseph Henderson   | 1942-02-10 |
| Abbott Lawrence Lowell      | 1943-01-06 |
| Charles Bedaux              | 1944-02-18 |
| George David Birkhoff       | 1944-11-12 |
| Charles Dana Gibson         | 1944-12-23 |
| Merritt Lyndon Fernald      | 1950-09-22 |
| Henry Asbury Christian      | 1951-08-24 |
| Richard von Mises           | 1953-07-14 |
| Theodore Lyman              | 1954-10-11 |
| Huntley Spaulding           | 1955-11-14 |
| Ralph Barton Perry          | 1957-01-22 |
| Maribel Vinson              | 1961-02-15 |
| Felix Frankfurter           | 1965-02-22 |
| William Hocking             | 1966-06-12 |
| Abraham H. Maslow           | 1970-06-08 |
| Walter Piston               | 1976-11-12 |
| James Bryant Conant         | 1978-02-11 |
| Lon L. Fuller               | 1978-04-08 |
| Robert Woodward             | 1979-07-08 |
| Roman Jakobson              | 1982-07-18 |
| Robert F. Bradford          | 1983-03-18 |
| Buckminster Fuller          | 1983-07-01 |
| Randall Thompson            | 1984-07-09 |
| Carl Cori                   | 1984-10-20 |
| Henry Cabot Lodge den yngre | 1985-02-27 |
| Bernard Malamud             | 1986-03-18 |
| Helen B. Taussig            | 1986-05-20 |
| Oscar Zariski               | 1986-07-04 |
| I.F. Stone                  | 1989-06-18 |
| B.F. Skinner                | 1990-08-18 |
| Anne Revere                 | 1990-12-18 |
| Edwin Land                  | 1991-03-01 |
| Julian Schwinger            | 1994-07-16 |
| McGeorge Bundy              | 1996-09-16 |
| Robert White                | 2001-02-06 |
| Claude Shannon              | 2001-02-24 |
| Robert Nozick               | 2002-01-23 |
| John Rawls                  | 2002-11-24 |
| Robert Creeley              | 2005-03-30 |
| Slim Aarons                 | 2006-05-30 |
| Arthur M. Schlesinger       | 2007-02-28 |
| Mary Daly                   | 2010-01-03 |
| Stanisław Barańczak         | 2014-12-26 |
| Mildred Dresselhaus         | 2017-02-20 |
| Stanley Cavell              | 2018-06-19 |